# Deep Tracts of Hell
Deep Tracts of Hell è il secondo album in studio del gruppo black metal norvegese Aura Noir, pubblicato nel 1998.

## Tracce
1. Deep Tracts of Hell – 1:57
2. Released Damnation – 4:22
3. Swarm of Vultures – 2:45
4. Blood Unity – 4:47
5. Slasher – 3:29
6. Purification of Hell – 2:45
7. The Spiral Scar – 4:26
8. The Beautiful, Darkest Path – 4:31
9. Broth of Oblivion – 4:40
10. To Wear the Mark – 3:26

## Formazione
- Aggressor (Carl-Michael Eide) - chitarre, basso, batteria, voce
- Apollyon (Ole Jørgen Moe) - chitarre, basso, batteria, voce
- Blasphemer (Rune Erickson) - chitarre